# Vera Krasova
Vera Krasova (Ruso: Вера Красова) es una modelo y reina de belleza rusa concursante del Miss Rusia 2008 en representación de Moscú y donde quedó posicionada como segunda finalista resultando ganadora Ksenia Sukhinova.
Habitualmente la ganadora del certamen nacional ruso, representa al país en los concursos de Miss Mundo y Miss Universo; sin embargo la organización Miss Rusia decidió enviar a Ksenia Sukhinova al Miss Mundo 2008 y por ende Krasova fue designada para representar a la nación europea en el Miss Universo 2008.
Vera Krasova logra consolidarse como la tercera finalista del certamen siendo la rusa más exitosa en la historia del certamen solo superada por la también rusa y Miss Universo destronada Oxana Fedorova. En dicho certamen resultó ganadora Dayana Mendoza de Venezuela.

## Miss Rusia

### Cuadro de las 3 Finalistas
| Final Results   | Contestant                    |
| --------------- | ----------------------------- |
| Miss Rusia 2007 | - Tyumen - Ksenia Sukhinova   |
| 1° Finalista    | - Krasnodar - Simmona Levenok |
| 2° Finalista    | - Moscú - Vera Krasova        |

## Miss Universo 2008

### Cuadro de las 5 Finalistas
| Final results      | Contestant                             |
| ------------------ | -------------------------------------- |
| Miss Universe 2008 | - Venezuela - Dayana Mendoza           |
| 1°                 | - Colombia - Taliana Vargas            |
| 2°                 | - República Dominicana - Marianne Cruz |
| 3°                 | - Rusia - Vera Krasova                 |
| 4°                 | - México - Elisa Nájera                |